# Byron (Kalifornien)
Byron ist ein Census-designated place in Contra Costa County im US-Bundesstaat Kalifornien, Vereinigte Staaten, welches 1876 gegründet wurde. Es hat eine Größe von 6,6 km². Das U.S. Census Bureau hat bei der Volkszählung 2020 eine Einwohnerzahl von 1.140 ermittelt. Byron ist vornehmlich von der Landwirtschaft des umgebenden Central Valleys geprägt. Anfang des 20. Jahrhunderts war Byron ein bekannter Kurort und wurde auch das „Carlsbad des Westens“ genannt.

## Lage
Byron liegt ungefähr 70 km östlich von San Francisco, am südlichen Ende des Sacramento-San Joaquin River Delta. Am Südende von Byron liegt die Clifton Forebay, sowohl das California Aquädukt – das große Teile des Central Valley als auch Los Angeles mit Trinkwasser versorgt – als auch das South Bay Aquädukt – das in das Silicon Valley und die San Francisco Bay Area führt – werden von hier gespeist.
Der Flugplatz von Byron (C83) beherbergt Bay Area Skydiving – der größte Fallschirmklub der San Francisco Bay Area – sowie das Patriots Jet Demonstration Team, die einzige private Jet-Kunstflugstaffel der USA.

## Geschichte

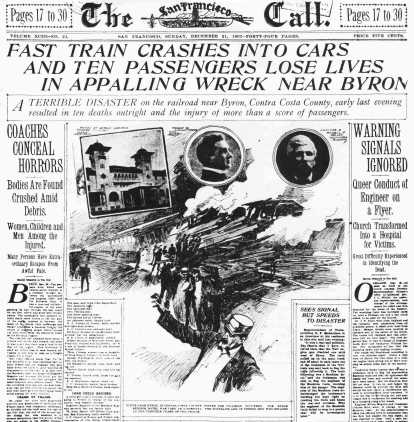
The San Francisco Call berichtet über das Eisenbahnunglück in Byron, Dezember 1902

Byron wurde 1876 als Bahnstation der Southern Pacific Railroad an der Strecke San Jose–New Orleans gegründet. Die Bahnstation bot für die umliegenden Farmen eine Alternative zu den im Delta verkehrenden Dampfschiffen für den Transport der landwirtschaftlichen Produkte – meist Südfrüchte, Obst, Spargel oder Oliven, und entwickelte sich daher schnell zu einem Umschlagspunkt. 1902 kam es hier zu einem Eisenbahnunglück, bei dem 28 Menschen starben.

### Byron Hot Springs

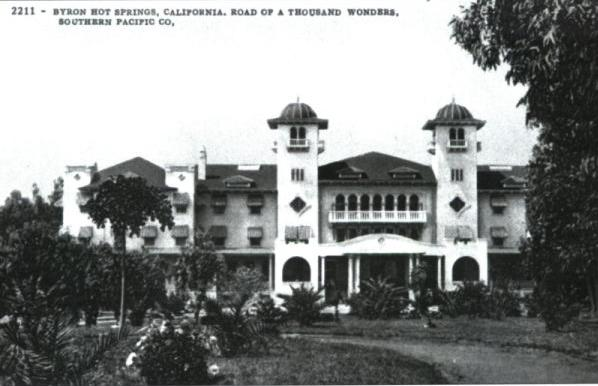
Zweites Byron Hot Springs Hotel, 1901–1912

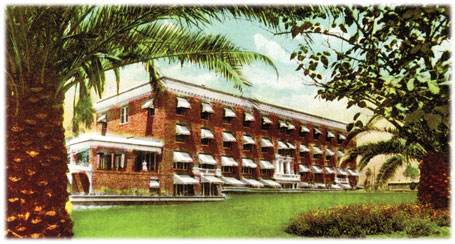
Postkarte des Hotels von 1914

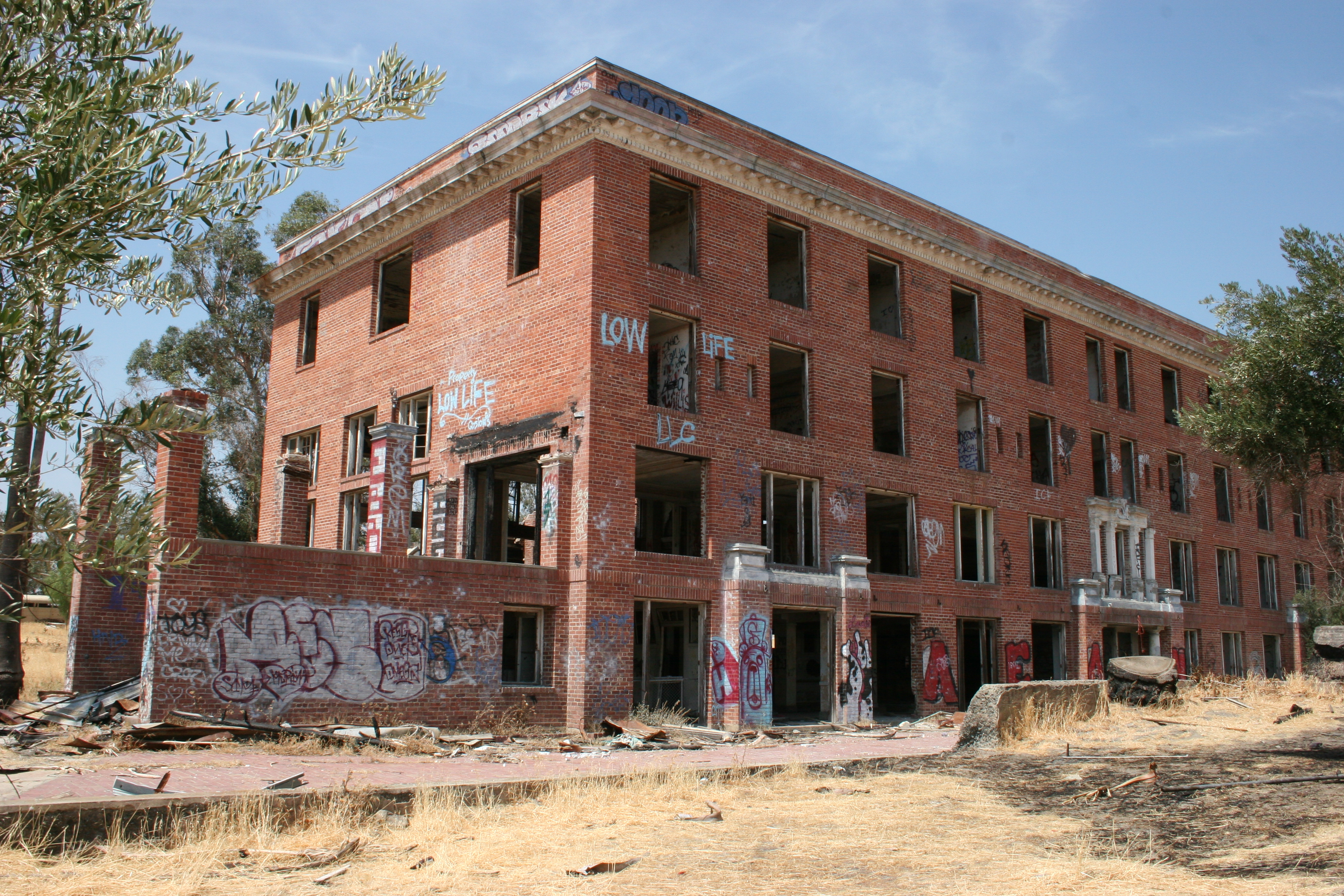
Byron Hot Springs 2008

Schon 1863 hatte John Risdon aus Saline (Michigan) ein Grundstück in der Nähe von (dem damals noch nicht gegründeten) Byron erworben, auf welchem sich mineral- und schwefelhaltige Thermalquellen befanden. Ursprünglich sollten diese Quellen zur Salzgewinnung verwendet werden, allerdings war dies durch die hohen Transportkosten über den Landweg unwirtschaftlich. Da sich jedoch immer mehr Squatter auf dem Gebiet um die Quellen niederließen, wurden auf dem Gelände einige Gebäude errichtet, welches dann nach und nach zum Kurbad ausgebaut wurde. Unter anderem wurden Badehäuser für die verschiedenen Quellen errichtet, ein Schwimmbecken von 15 m Länge – genannt die Gas Plunge – wurde ausgehoben, und die ersten Übernachtungsmöglichkeiten wurden geschaffen.
1878 wurde das erste Hotel, ein dreistöckiges Gebäude, zusammen mit mehreren Cottages gebaut. Der größte Teil der Anlage brannte 1901 aus. 1902 eröffnete das neue Gebäude, welches der Architekt James W. Reid (der unter anderem am Fairmont-Hotel mitgewirkt hatte) entworfen hatte. Neben den Hotelanlagen verfügte es über eine Arztpraxis, Post und Telegraphen- und Telefonstationen. Dieses Gebäude brannte im Juli 1912 komplett ab.
1914 wurde ein neues Gebäude eröffnet, welches in Ziegelbauweise gebaut wurde bis heute existiert. Der Bekanntheitsgrad des Erholungsortes stieg steil an, Byron Hot Spring wurde als Carlsbad des Westens berühmt. In den „Roaring Twenties“ waren viele Hollywood-Stars, Topathleten und andere Berühmtheiten Stammgäste im Hotel, unter anderem Charlie Chaplin, Clark Gable, Jack London, Rudolph Valentino, Mae West, Präsident James Garfield sowie das  Baseball-Team San Francisco Seals.
Aufgrund der Weltwirtschaftskrise 1929 ging der Besucherverkehr in den 1930er Jahren stark zurück, außerdem verfiel das Resort langsam aufgrund von Erbschaftsstreitigkeiten, bis es 1939 praktisch verlassen war.

### Camp Tracy
1942 mietete der Vorläufer der CIA, die Office of Strategic Services, im Auftrag der US Army das Gelände als „Interrogation Center“ – als eine streng geheime Einrichtung, welche deutsche und japanische Kriegsgefangene im Zweiten Weltkrieg verhören sollte. Die Anlage wurde „Camp Tracy“ genannt, sie war eine von zwei solchen Dienststellen in den Vereinigten Staaten, die andere war Fort Hunt in Alexandria (Virginia) an der Ostküste.
Da der Zweck des Lagers gegen die Genfer Konventionen verstieß, wurde es als „Durchgangslager“ (Processing Station) deklariert, in welcher die Gefangenen nur zeitweise vor ihrer Einweisung in ihre Kriegsgefangenenlager untergebracht wurden.
Die Gefangenen wurden in Camp Tracy recht großzügig behandelt, es gab gutes Essen, reichlich Unterhaltung und auch Freigang in den umliegenden Ortschaften. Allerdings war die gesamte Anlage verwanzt und es wurden für die OSS arbeitende Spione unter die Gefangenen gemischt sowie „geheime“ Kontaktmöglichkeiten zwischen den Gefangenen geschaffen. Dies sollte dazu dienen, bei den Gefangenen die „Zunge zu lockern“, eine Technik, welche vom britischen Geheimdienst übernommen wurde. Durch die komplette Überwachung wurde dies nachrichtendienstlich aufgezeichnet und verwertet. 1944 wurden hier 921 japanische und 645 deutsche Gefangene verhört. Es gibt heute noch Hinweise auf die Abhöranlagen, wie z. B. Mikrofondrähte in Steckdosen und Fassungen, welche über den Fahrstuhlschacht in einen Kellerraum führen.
Nachdem Camp Tracy 1945 von der US Army nicht mehr benötigt wurde, wurde es den ursprünglichen Eigentümern zurückgegeben, welche es daraufhin an die Griechisch-orthodoxe Kirche verkauften. Diese wollte das Gelände als Kloster nutzen, es wurde 1948 als Mission St. Paul geweiht. Allerdings wurden die Pläne nie voll umgesetzt, und das Gelände wurde 1956 wieder verkauft. Seitdem gab und gibt es immer wieder Anstrengungen, die dem Gelände zu seinem früheren Glanz verhelfen sollen, die allerdings auch immer wieder im Sand verlaufen.
Am 25. Juli 2005 brannte ein historisches Nebengebäude komplett ab, auch das Hauptgebäude erlitt einigen Schaden.